# North East England
North East England, også kendt på dansk som Nordøst-England, eller Northumbria efter det historiske kongerige, er en af de 9 regioner i England. Regionen består af 3 hele ceremonielle grevskaber (og dele af et fjerde), men er administrativt inddelt i 7 forskellige områder.
Storbritannien som helhed havde 73 medlemmer af Europa-Parlamentet ved valget dertil i 2014. Disse medlemmer vælges i regionerne, hvor Nordirland, Skotland, Wales, og hver af de engelske regioner udgør valgkredse, på nær at det britiske oversøiske territorium Gibraltar er del af South West England-kredsen. North East England havde 3 medlemmer i 2014.
Det højeste punkt i regionerne er The Cheviot i Northumberland, på 815 meter. Hovedbyen i regionen er Newcastle, men den største by i areal og befolkning er Sunderland.

## Ceremonielle grevskaber
- County Durham
- North Yorkshire (kun delvist)
- Northumberland
- Tyne & Wear

## Administrativ inddeling
|  | Administrative områder i North East England. | 1. Northumberland 2. Newcastle upon Tyne 3. Gateshead 4. North Tyneside 5. South Tyneside 6. Sunderland 7. County Durham 8. Darlington 9. Stockton-on-Tees 10. Hartlepool 11. Redcar & Cleveland 12. Middlesbrough |

### Enhedslige myndigheder
Der er 7 enhedslige myndigheder i North East England:
- County Durham (ceremonielt en del af County Durham)
- Darlington (ceremonielt en del af County Durham)
- Hartlepool (ceremonielt en del af County Durham)
- Middlesbrough (ceremonielt en del af North Yorkshire)
- Northumberland (dækker hele det ceremonielle Northumberland)
- Redcar & Cleveland (ceremonielt en del af North Yorkshire)
- Stockton-on-Tees (ceremonielt delt mellem County Durham og North Yorkshire)

### Metropolitan county
Der er 1 metropolitan county i North West England:
- Tyne & Wear (dækker hele det ceremonielle Tyne & Wear)

Ligesom de andre metropolitan counties i England, har Tyne & Wear ikke haft et county council (amtsråd) siden 1986, hvor det blev afskaffet og dets metropolitan boroughs fik tilført grevskabets gamle opgaver. De 5 metropolitan boroughs i Tyne & Wear er:
- Gateshead
- Newcastle upon Tyne
- North Tyneside
- South Tyneside
- Sunderland

55°00′N 1°52′V / 55°N 1.87°V